# Trg mučenikov, Tripolis
Trg mučenikov (arabsko ميدان الشهداء, latinizirano: Maydān ash-Shuhadā); znan kot Zeleni trg (arabsko الساحة الخضراء, latinizirano: as-Sāḥah al-Khaḍrā) pod Gadafijevo vlado; Trg neodvisnosti (arabsko ميدان الاستقلال, latinizirano: Maydān al-Istiqlāl) v času monarhije; in prvotno (v času italijanske kolonialne vladavine) znan kot Piazza Italia ('trg Italije') je znamenitost v središču mesta Tripolis v Libiji. Trg obdaja glavno trgovsko središče mesta. Trg je tudi glavna turistična atrakcija Tripolisa. V središču trga je velik legendarni vodnjak, ki ga je zasnoval italijanski arhitekt. Trg je stičišče številnih različnih avenij. Avenija Omarja Mukhtarja je ena najdaljših v Severni Afriki, zgradili so jo Italijani v kolonialnem času, Libijci pa v času kralja Idrisa I. Od trga se odcepi tudi Ulica neodvisnosti, ki vodi do palače kralja Idrisa I. Avenija 24. decembra je prav tako italijansko zgrajena avenija. Ulica Mizran je zadnja ulica, ki se odcepi od Trga mučenikov.

## Zgodovina
Trg so prvotno zgradili italijanski kolonialni vladarji na mestu stare tržnice kruha (sūq al-khubs), v 1930-ih pa so ga večkrat razširili.
V italijanskem kolonialnem obdobju se je imenoval Piazza Italia. Po libijski neodvisnosti leta 1951 je bil v času libijske monarhije (1951–1969) znan kot Trg neodvisnosti. Po Gadafijevi revoluciji leta 1969 se je trg znova preimenoval v Zeleni trg, da bi označil njegovo politično filozofijo v svoji Zeleni knjigi.

### 2011 Libijska državljanska vojna
V noči z 21. na 22. avgust so libijske uporniške skupine med bitko za Tripolis leta 2011 prevzele nadzor nad območjem in ga začele imenovati Trg mučenikov, da bi ga ločile od Gadafijeve vlade in da bi se spomnile tistih, ki so umrli v boju proti njegovi vladi. Na Eid ul-Fitr (31. avgusta) in ponovno 2. septembra se je več deset tisoč prebivalcev Tripolisa, vključno s številnimi ženskami in otroki, zbralo na Trgu mučenikov, da bi proslavili konec Gadafijeve vladavine.

## Objekti
Ob trgu je Rdeči grad (As-saraya Al-hamra), v katerem sta Libijski oddelek za starine in Narodni muzej z zbirko feničanskih, grških in rimskih artefaktov. Muzej razstavlja tudi kip Venere iz Hadrijanovih term v Leptis Magna, celotno libijsko-rimsko grobnico iz regije Ghirza in pisan volkswagnov hrošč, ki ga je uporabljal Gadafi do revolucije. Na drugi strani je široka avenija, ki vodi proti obali, z dvema visokima stebroma. Na vrhu stebrov je ulita miniaturna lesena ladja; drugi prikazuje jezdeca.
Nekoč je nasproti Rdečega gradu stalo Kraljevo gledališče Miramare, a ga je Gadafijeva vlada po 1960-ih porušila, da bi ustvarila prostor za velike demonstracije.

## Galerija
- Razglednica Conte Volpi Corniche v Tripolisu iz leta 1935, vhod na Piazza Italia viden na desni, zadaj pa gledališče Teatro Miramare. Stara obala in morski zid sta na levi, preden se premakneta zaradi širitve odlagališča
- Pogled iz zraka na Trg neodvisnosti z Rdečim gradom in kraljevim gledališčem Miramare (spodaj leva stran) v 1950-ih
- Pogled z Zelenega trga proti severu proti morju. Na levi je Rdeči grad (2008)